# Салех ел Али
Салех ел Али (Al-Shaykh Badr, 1884— 13. април 1950) је био истакнути сиријски алавитски војсковођа, који је подигао једну од првих побуна против француске управе у Сирији.

## Порекло
Салех ел Али рођен је 1884. у истакнутој алавитској породици у Аш Шајк Бадру у северозападној Сирији. Он се сукобио 1918. са отоманском влашћу управо пред њено повлачење из Сирије.

## Побуна против Француза

### Почетак побуне
Французи су 1918. заузели сиријску обалу и почели су да напредују према унутрашњости. Салех ел Али је 15. децембра 1918. у Шеик Бадру сазвао заседање истакнутих алавитских вођа. На том састанку упозорио је присутне да су Французи заузели обалу Сирије и да намеравају да одвоје подручје од остатка Сирије, па је због тога присутне вође позвао на устанак против Француза. Када су Французи сазнали за састанак послали су једну јединицу са задатком да ухапси Салеха ел Алија. Међутим Салех је припремио заседу, у којој је успешно победио француску јединицу. Французи су се повукли након губитка 35 жртава.

### Организација побуне
Након почетне победе ел Али организовао је своје побуњенике и створио организовану и дисциплиновану војску под својом командом и војном структуром. Локално становништво подржавало је побуњеничку војску. Жене су за то време преузеле многе мушке послове у пољима. Ел Али се поред тога удружио са три остале групе побуњеника, а радило се о побуни у Алепу под командом Ибрахима Ханума, побуни Дандашија у Талкалаху и побуни Субхи Бараката у Антиохији. Ел Али је добио подршку у новцу и оружју од Мустафе Кемала Ататурка, који је у то време ратовао са Французима. Французи су 1919. кренули у осветнички поход, али ел Али је напао и заузео неколико исмаилијских села, која су била у савезу са Французима. Између две стране склопљено је примирје, а Французи су га нарушавали и заузели су и спалили једно село. Ел Али се осветио заузимајући ал Кадм, одакле су Французи кренули у поход.

### Завршна фаза
Боље опремљене и увежбане француске снаге победиле су Арапе под командом краља Фејсала I 23. јула 1920. у бици код Мајсалуна у близини Дамаска. Дан након тога заузели су Дамаск, па се променио се однос снага у француску корист. Француски генерал Анри Гуро је након тога започео велики поход против Салеха ел Алија. Заузео је Салехово родно место Аш Шајк Бадр и похапсио многе алавитске истакнуте вође. Ел Али је побегао на север, али велика француска војска је лако растурила његову војску, па је Ел Али након тога почео да се сакрива. Француски војни суд у Латакији осудио га је у одсутности на смрт.

## Касније године
Сакривао се све док генерал Анри Гуро није 1922. прогласио општу амнестију. Повукао се из политичкога живота све до смрти 1950. Постао је значајна и славна личност након проглашења сиријске независности.